# Prasinocyma signifera
Prasinocyma signifera är en fjärilsart som beskrevs av W. Warren 1903. Prasinocyma signifera ingår i släktet Prasinocyma och familjen mätare. Inga underarter finns listade i Catalogue of Life.